# Pontus Segerström
Pontus Segerström (Estocolmo, 17 de febrero de 1981 - ibídem, 13 de octubre de 2014) fue un futbolista sueco que jugaba en la demarcación de defensa.

## Biografía
En 1998 debutó como futbolista con el IF Brommapojkarna, jugando en niveles bajos de liga. Después de 126 partidos y dos goles, fichó por el Odense BK danés por un año, donde jugó ocho partidos de liga y uno de copa. En 2005 regresó a su país para jugar en el Landskrona BoIS. En 2007 volvió a emigrar, esta vez a Noruega, para jugar en el Stabæk IF de la mano de Jan Jönsson. Llegó a ganar la Tippeligaen 2008 y la Supercopa de Noruega en 2009. En 2010 volvió al IF Brommapojkarna, donde jugó hasta 2014. 

### Fallecimiento
El 3 de agosto de 2014, tras sufrir graves dolores de cabeza, fue llevado al hospital, donde se descubrió ocho días después que tenía un tumor cerebral. Finalmente, el 13 de octubre de 2014 murió a causa del tumor a los 33 años de edad.

## Clubes
| Club              | País      | Año         | Partidos | Goles |
| ----------------- | --------- | ----------- | -------- | ----- |
| IF Brommapojkarna | Suecia    | 1998 - 2004 | 126      | 2     |
| Odense BK         | Dinamarca | 2004        | 9        | 0     |
| Landskrona BoIS   | Suecia    | 2005 - 2006 | 50       | 5     |
| Stabæk IF         | Noruega   | 2007 - 2009 | 53       | 1     |
| IF Brommapojkarna | Suecia    | 2010 - 2014 | 119      | 6     |

## Palmarés

### Campeonatos nacionales
| Título               | Club      | País    | Año  |
| -------------------- | --------- | ------- | ---- |
| Tippeligaen          | Stabæk IF | Noruega | 2008 |
| Supercopa de Noruega | Stabæk IF | Noruega | 2009 |